# Érfurt
Érfurt (en alemán: Erfurt, pronunciado /ˈɛɐ̯fʊʁt/ (escucharⓘ)) es una ciudad alemana, capital del estado federado de Turingia.

## Historia
En el año 742 se menciona por primera vez a Érfurt. En este año, Bonifacio fundó la diócesis de Érfurt. 
La ciudad estaba enclavada en la Vía Regia, una red medieval de rutas comerciales que se extendía por toda Europa. Se convirtió en un importante centro comercial en la Edad Media. Érfurt era miembro de la Liga Hanseática, una alianza de asociaciones comerciales y ciudades de mercado. También fue famoso por la producción de Isátide (Isatis tinctoria). El colorante índigo se hace con la planta Isátide.

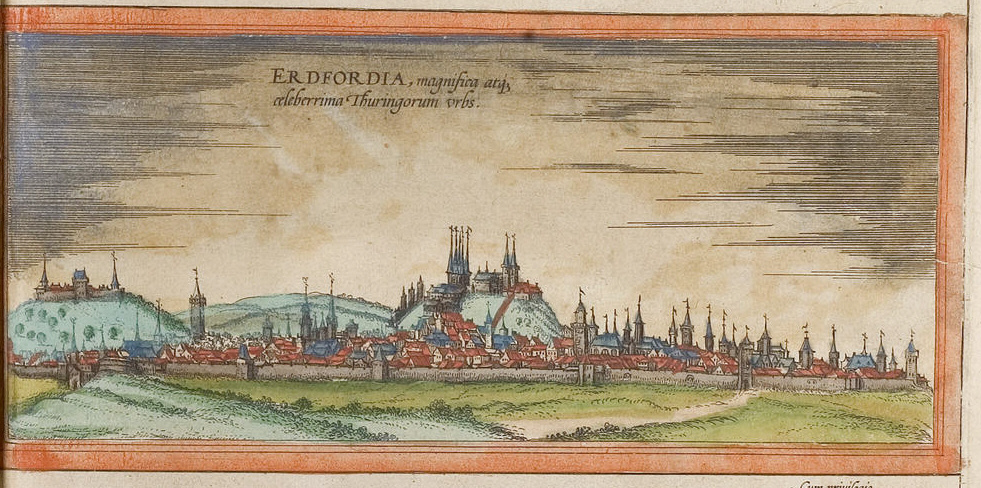
Érfurt en la segunda mitad del

Érfurt está en el Camino de Santiago (en alemán: Jakobsweg). En la Edad Media se  fundaron aproximadamente siete monasterios en la ciudad. El famoso filósofo y teólogo maestro Eckhart vivió en el monasterio dominicano desde 1275 hasta 1311. Martín Lutero, iniciador de la Reforma protestante, vivió en el Monasterio de San Agustín desde 1505 hasta 1511.
Tras la derrota en 1806 de Prusia a la que pertenecía la ciudad desde 1802 y el Tratado de Tilsit. Érfurt formó parte de un Principado dependiente directamente del emperador Napoleón I. En esta ciudad se celebró el Congreso de Érfurt, que reunió en 1808 a Napoleón con el zar Alejandro I de Rusia. El escritor Johann Wolfgang von Goethe asistió también al congreso. Tras el Congreso de Viena en 1815, la ciudad pasó a la provincia de Sajonia en el Reino de Prusia, que había conquistado la ciudad el 6 de enero de 1814 y las fortalezas que la defendían el 16 de mayo.
Después de la Primera Guerra Mundial y la proclamación de la Primera República Alemana se convirtió en capital del nuevo estado de Turingia creado tras la agrupación de los antiguos ducados ernestinos.
Durante el período de la República Democrática Alemana (RDA), se quiso demoler parte del casco medieval de la ciudad para construir en su lugar una autopista. Pero, tras la caída del Muro de Berlín en 1989, se anularon esos planes. La ciudad volvió a ser capital del Estado Libre de Turingia tras la Reunificación alemana de 1990.

## Clima
| Parámetros climáticos promedio de Erfurt (aeropuerto de Erfurt, normales 1991−2020) | Parámetros climáticos promedio de Erfurt (aeropuerto de Erfurt, normales 1991−2020) | Parámetros climáticos promedio de Erfurt (aeropuerto de Erfurt, normales 1991−2020) | Parámetros climáticos promedio de Erfurt (aeropuerto de Erfurt, normales 1991−2020) | Parámetros climáticos promedio de Erfurt (aeropuerto de Erfurt, normales 1991−2020) | Parámetros climáticos promedio de Erfurt (aeropuerto de Erfurt, normales 1991−2020) | Parámetros climáticos promedio de Erfurt (aeropuerto de Erfurt, normales 1991−2020) | Parámetros climáticos promedio de Erfurt (aeropuerto de Erfurt, normales 1991−2020) | Parámetros climáticos promedio de Erfurt (aeropuerto de Erfurt, normales 1991−2020) | Parámetros climáticos promedio de Erfurt (aeropuerto de Erfurt, normales 1991−2020) | Parámetros climáticos promedio de Erfurt (aeropuerto de Erfurt, normales 1991−2020) | Parámetros climáticos promedio de Erfurt (aeropuerto de Erfurt, normales 1991−2020) | Parámetros climáticos promedio de Erfurt (aeropuerto de Erfurt, normales 1991−2020) | Parámetros climáticos promedio de Erfurt (aeropuerto de Erfurt, normales 1991−2020) |
| Mes                                                                                 | Ene.                                                                                | Feb.                                                                                | Mar.                                                                                | Abr.                                                                                | May.                                                                                | Jun.                                                                                | Jul.                                                                                | Ago.                                                                                | Sep.                                                                                | Oct.                                                                                | Nov.                                                                                | Dic.                                                                                | Anual                                                                               |
| ----------------------------------------------------------------------------------- | ----------------------------------------------------------------------------------- | ----------------------------------------------------------------------------------- | ----------------------------------------------------------------------------------- | ----------------------------------------------------------------------------------- | ----------------------------------------------------------------------------------- | ----------------------------------------------------------------------------------- | ----------------------------------------------------------------------------------- | ----------------------------------------------------------------------------------- | ----------------------------------------------------------------------------------- | ----------------------------------------------------------------------------------- | ----------------------------------------------------------------------------------- | ----------------------------------------------------------------------------------- | ----------------------------------------------------------------------------------- |
| Temp. máx. media (°C)                                                               | 2.7                                                                                 | 4.1                                                                                 | 8.4                                                                                 | 13.8                                                                                | 17.7                                                                                | 21.1                                                                                | 23.6                                                                                | 23.6                                                                                | 18.7                                                                                | 13.1                                                                                | 7.2                                                                                 | 3.6                                                                                 | 13.1                                                                                |
| Temp. media (°C)                                                                    | 0.2                                                                                 | 0.9                                                                                 | 4.3                                                                                 | 8.8                                                                                 | 12.9                                                                                | 16.1                                                                                | 18.3                                                                                | 18.1                                                                                | 13.8                                                                                | 9.1                                                                                 | 4.4                                                                                 | 1.2                                                                                 | 9.0                                                                                 |
| Temp. mín. media (°C)                                                               | -2.5                                                                                | -2.3                                                                                | 0.3                                                                                 | 3.5                                                                                 | 7.4                                                                                 | 10.8                                                                                | 12.8                                                                                | 12.7                                                                                | 9.1                                                                                 | 5.4                                                                                 | 1.6                                                                                 | -1.4                                                                                | 4.8                                                                                 |
| Precipitación total (mm)                                                            | 25.0                                                                                | 22.9                                                                                | 36.3                                                                                | 34.2                                                                                | 63.9                                                                                | 55.7                                                                                | 80.8                                                                                | 58.7                                                                                | 45.8                                                                                | 37.6                                                                                | 41.1                                                                                | 32.6                                                                                | 534.7                                                                               |
| Días de precipitaciones (≥ 0.1 mm)                                                  | 15.0                                                                                | 13.1                                                                                | 14.8                                                                                | 11.8                                                                                | 13.8                                                                                | 13.2                                                                                | 14.9                                                                                | 13.0                                                                                | 12.0                                                                                | 13.9                                                                                | 14.3                                                                                | 15.3                                                                                | 165.0                                                                               |
| Días de nevadas (≥ 1.0 cm)                                                          | 11.7                                                                                | 9.5                                                                                 | 4.3                                                                                 | 0.3                                                                                 | 0                                                                                   | 0                                                                                   | 0                                                                                   | 0                                                                                   | 0                                                                                   | 0.2                                                                                 | 2.0                                                                                 | 7.3                                                                                 | 35.4                                                                                |
| Horas de sol                                                                        | 59.7                                                                                | 80.6                                                                                | 128.7                                                                               | 184.8                                                                               | 211.9                                                                               | 219.8                                                                               | 224.7                                                                               | 210.4                                                                               | 159.3                                                                               | 112.4                                                                               | 60.7                                                                                | 47.0                                                                                | 1706.5                                                                              |
| Humedad relativa (%)                                                                | 85.7                                                                                | 82.4                                                                                | 77.7                                                                                | 70.7                                                                                | 72.1                                                                                | 72.4                                                                                | 70.1                                                                                | 69.2                                                                                | 76.2                                                                                | 82.8                                                                                | 87.0                                                                                | 87.2                                                                                | 77.8                                                                                |
| Fuente: NOAA                                                                        |                                                                                     |                                                                                     |                                                                                     |                                                                                     |                                                                                     |                                                                                     |                                                                                     |                                                                                     |                                                                                     |                                                                                     |                                                                                     |                                                                                     |                                                                                     |

## Economía
Érfurt es un centro de transporte para los trenes de alta velocidad y otras redes de transporte alemanas y europeas. Esto hace de la logística una de sus principales industrias. Otras industrias importantes son la agricultura, la horticultura y la microelectrónica.
El Tribunal Federal Alemán del Trabajo (en alemán: Bundesarbeitsgericht) se encuentra en Érfurt.

## Educación
La Universidad de Érfurt se fundó por primera vez en 1379. Cerró en 1816, pero se reabrió en 1994. Martín Lutero estudió allí desde 1501 hasta 1505. También se cree que Johannes Gutenberg, quien desarrolló la imprenta, se inscribió allí en 1418. Erfurt también tiene una Fachhochschule, una Universidad de Ciencias Aplicadas.

## Atracciones turísticas
Muchos visitantes vienen a ver el centro histórico de la ciudad medieval. Una de las principales atracciones turísticas es el Krämerbrücke (el puente de los comerciantes), construido en su forma actual en 1472. Tiene edificios con tiendas y casas. La gente todavía vive en ella.
La ciudad es bien conocida por sus festivales durante todo el año. Dos millones de personas visitan sus mercados de Navidad cada año.
Otros sitios importantes en la ciudad son: 
- Monasterio de San Agustín, donde vivió Martín Lutero de 1505 a 1511. Ha sido nominado como Patrimonio de la Humanidad.[8]
- Antigua Sinagoga, que data de los siglos XI y XII. Es una de las sinagogas más antiguas de Europa y ha sido nominada como Patrimonio de la Humanidad.[9]
- Catedral de Érfurt y la Iglesia de San Severo (Severikirche), que dan a Domplatz, la plaza de la Catedral.
- Ciudadela de Petersberg, una fortaleza del XVI en una colina con vistas al centro de la ciudad. Es una de las fortalezas más grandes y mejor conservadas de Europa.[10]
- Topf und Söhne, el sitio de la empresa que hizo los crematorios para los campos de concentración durante el Holocausto. Ahora es un museo que documenta las actividades de la compañía y la historia del Holocausto.
- Margaretha Reichardt Haus, el taller y el hogar de Margaretha Reichardt (1907-1984), un tejedor y artista textil que fue entrenado en la Bauhaus.

## Galería

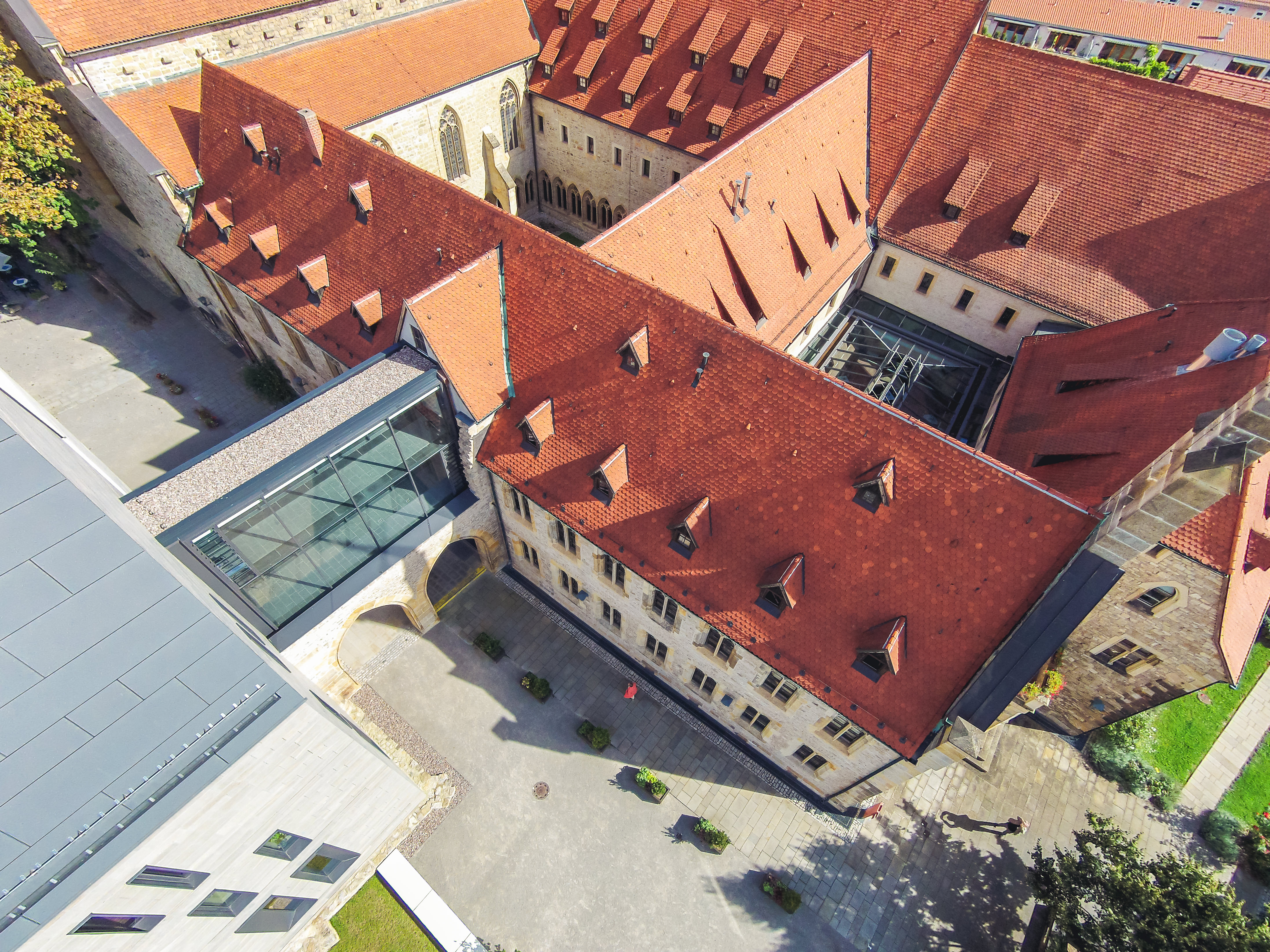
Monasterio de San Agustín
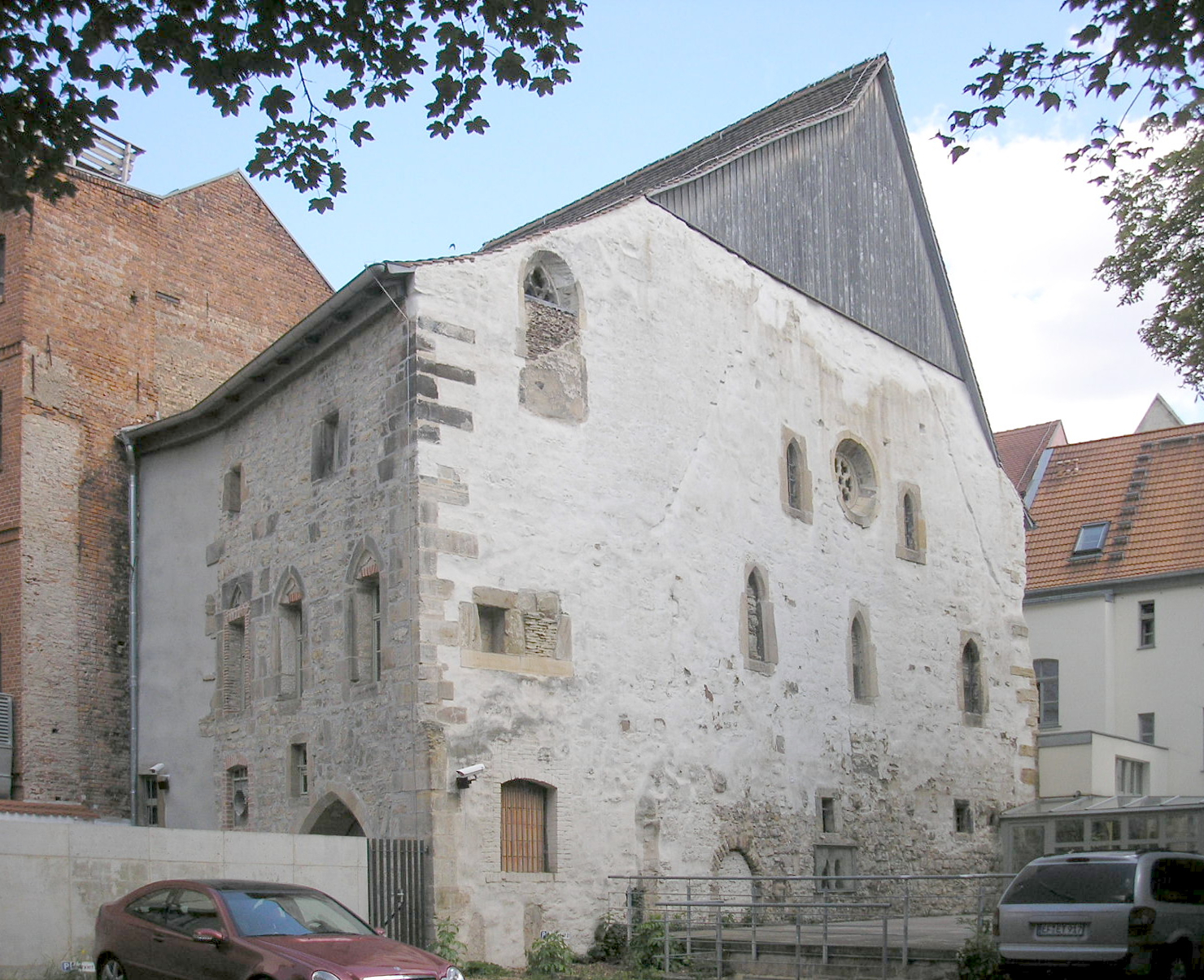
Antigua Sinagoga
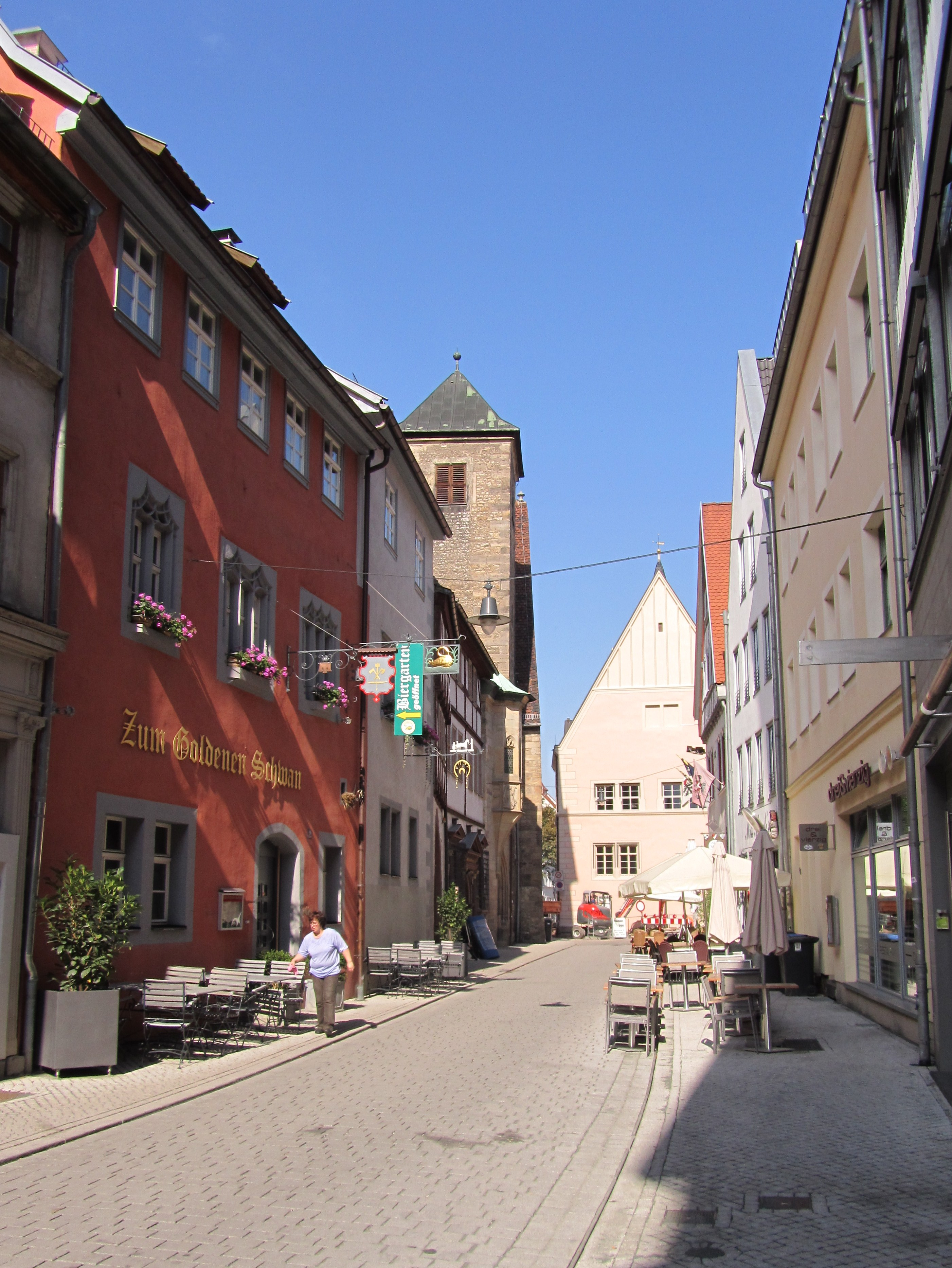
Michaelisstraße, Erfurt
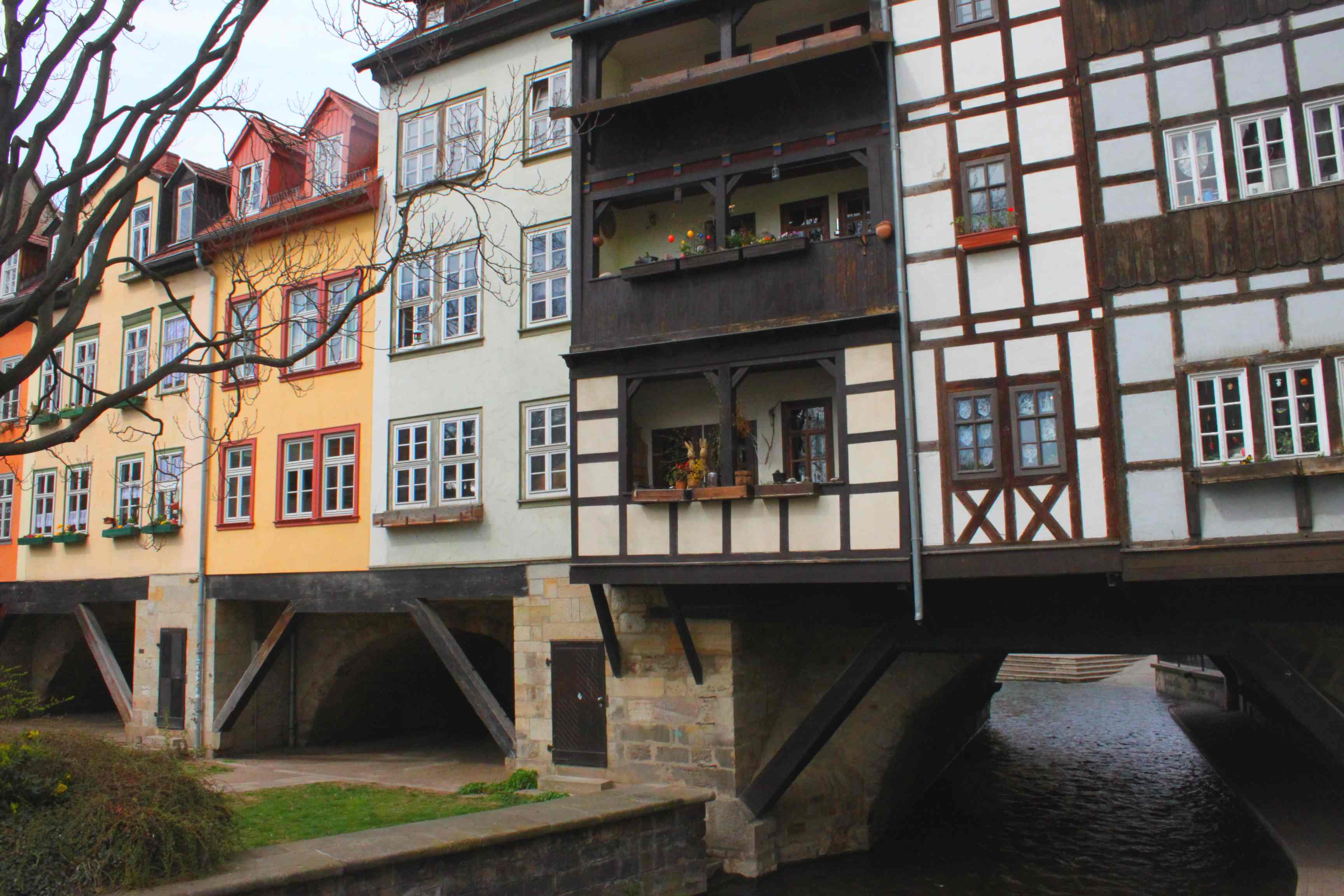
Krämerbrücke
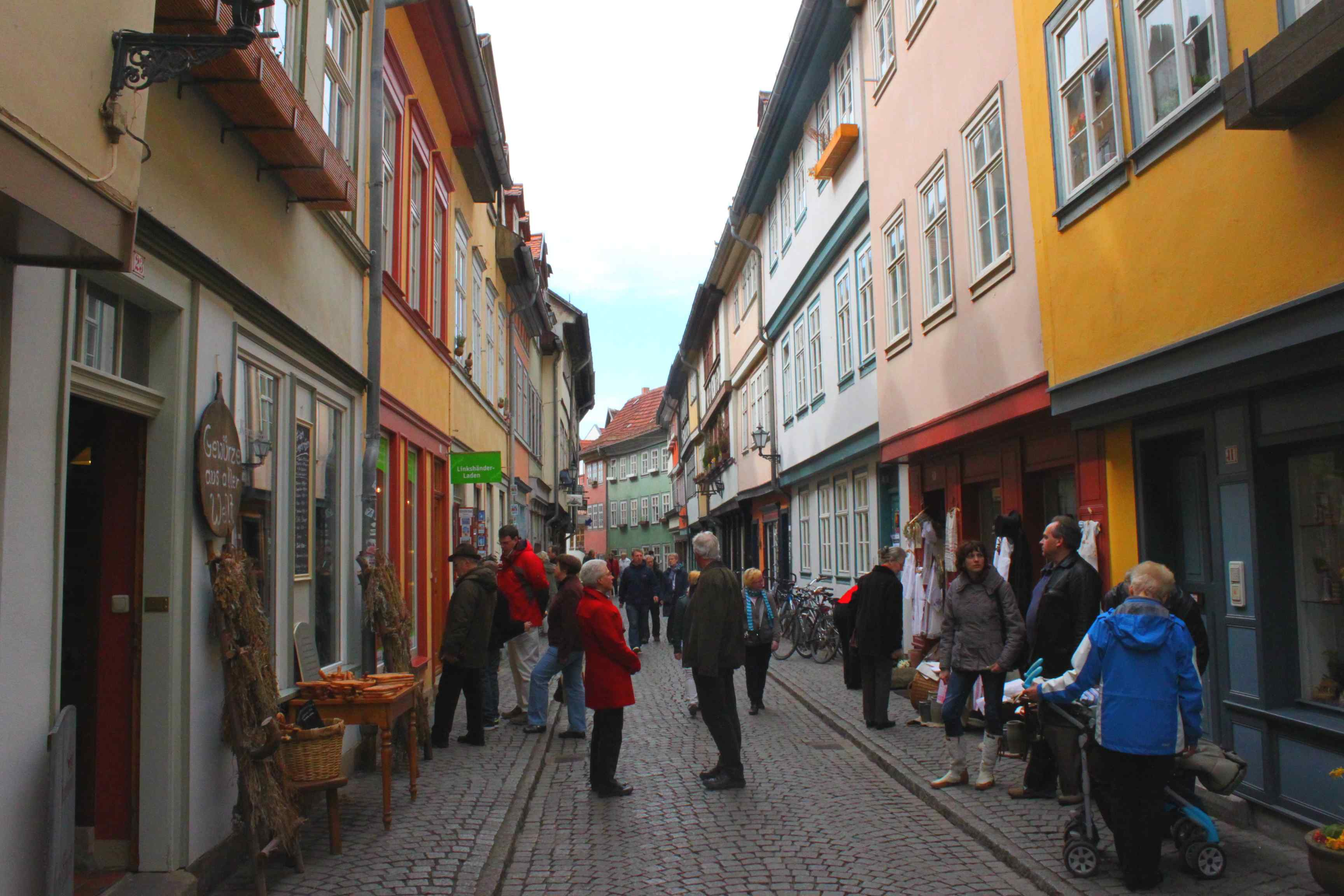
Krämerbrücke
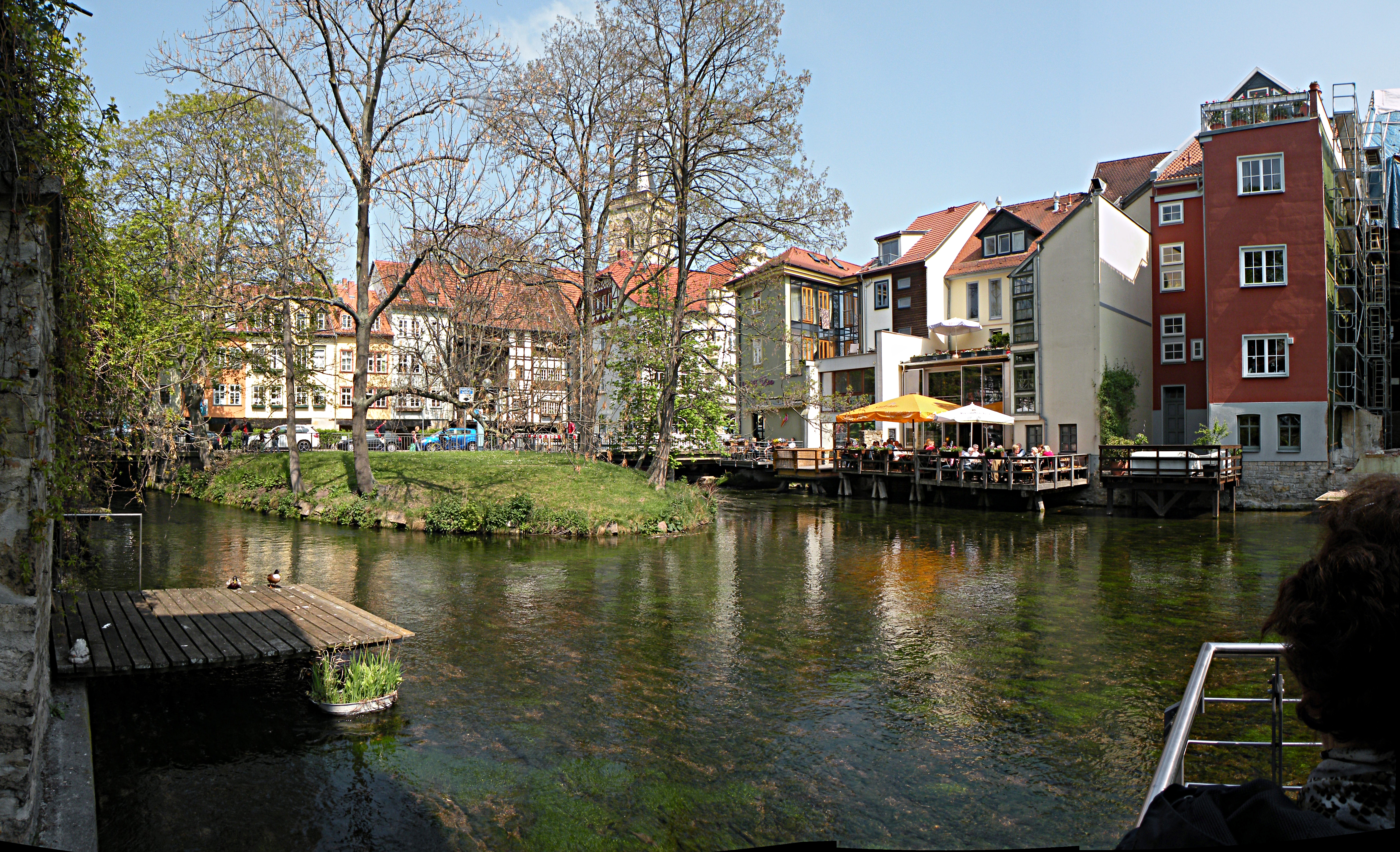
Río Gera en el centro de la ciudad
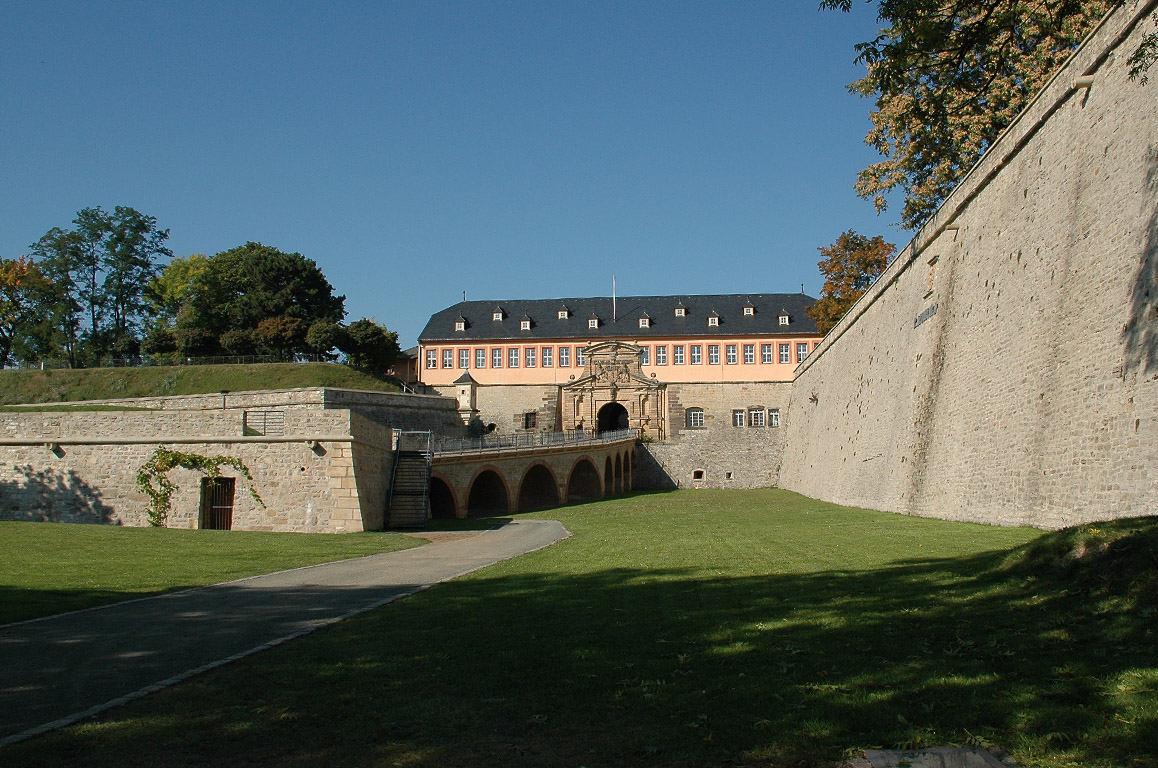
Entrada a Petersberg ciudadela
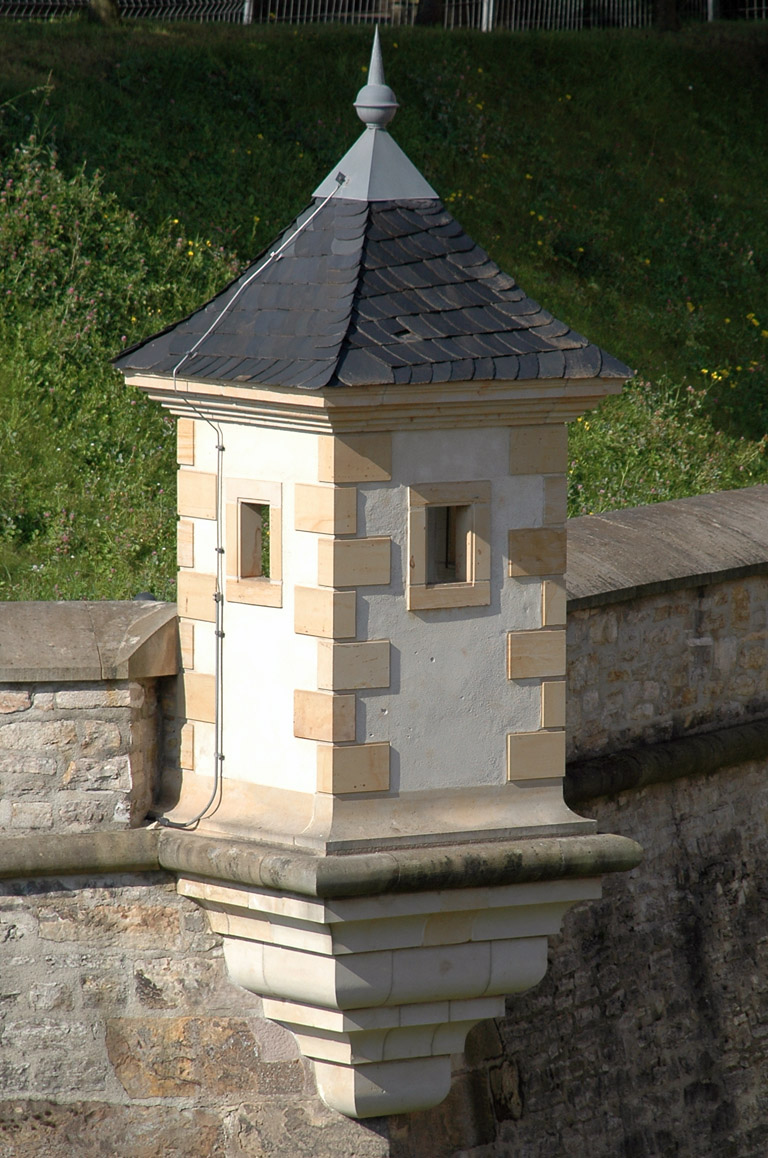
Mirador, Petersberg ciudadela
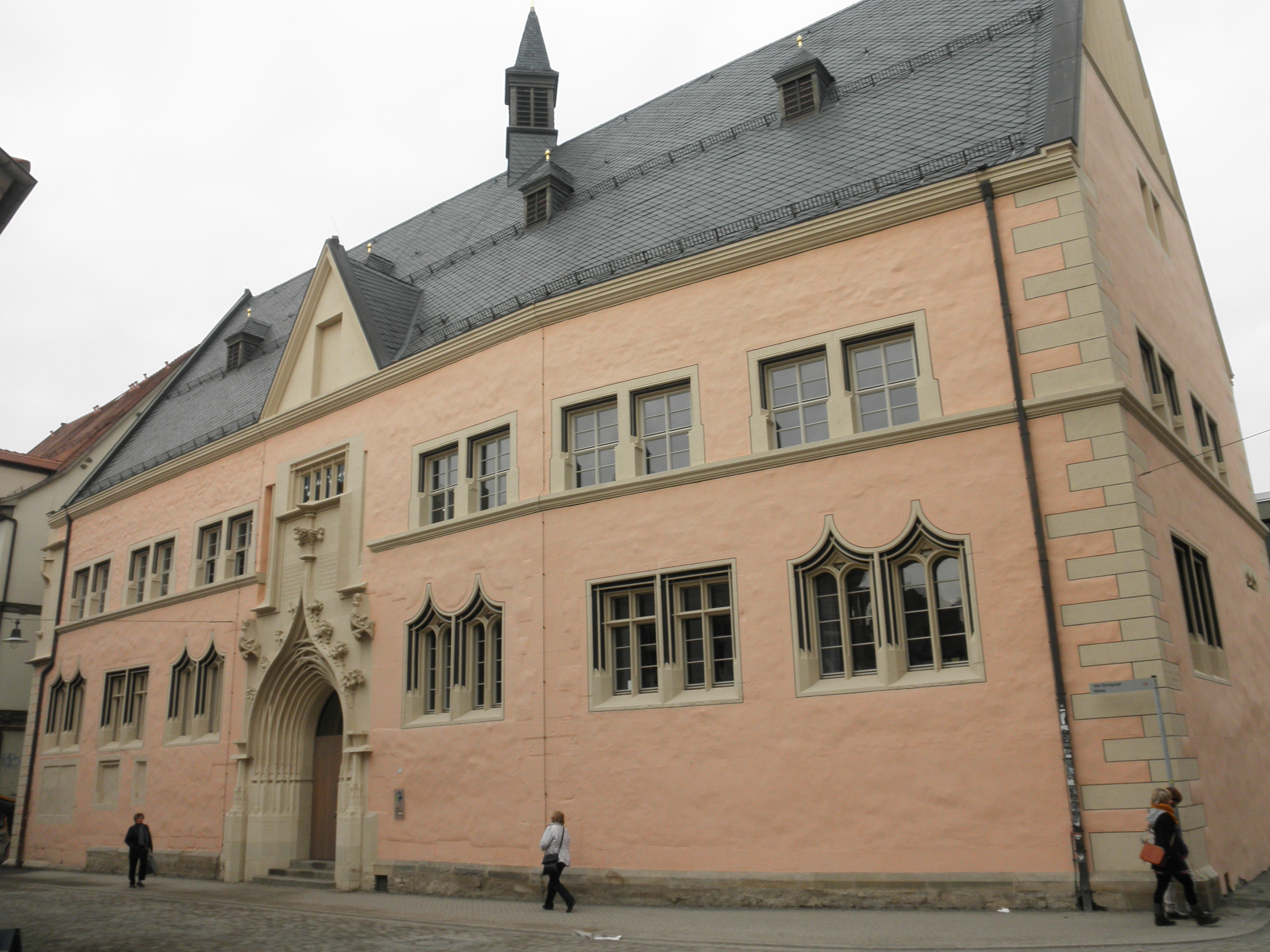
Collegium Maius - Edificio de la universidad reconstruido
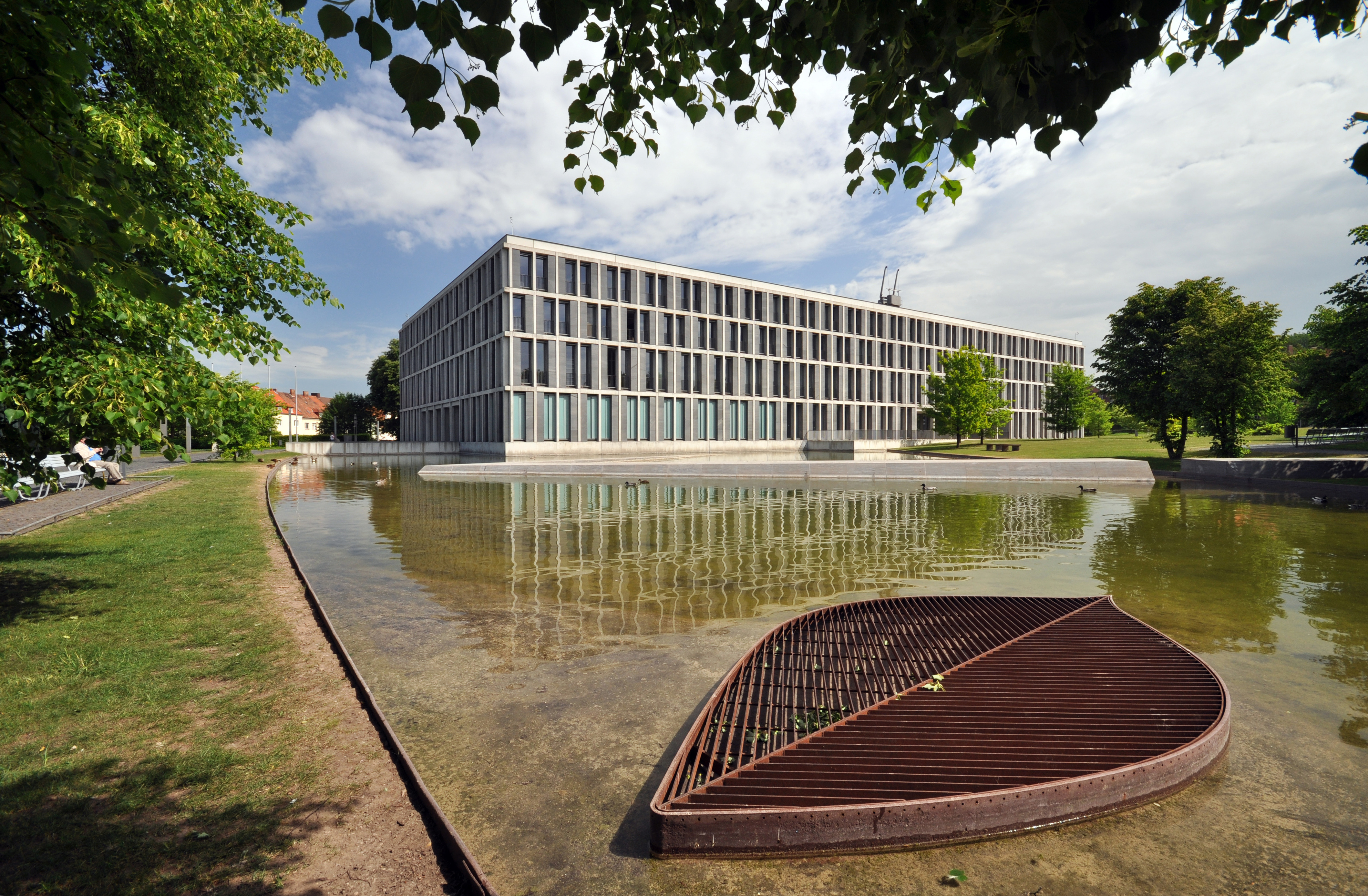
Tribunal Federal Alemán del Trabajo
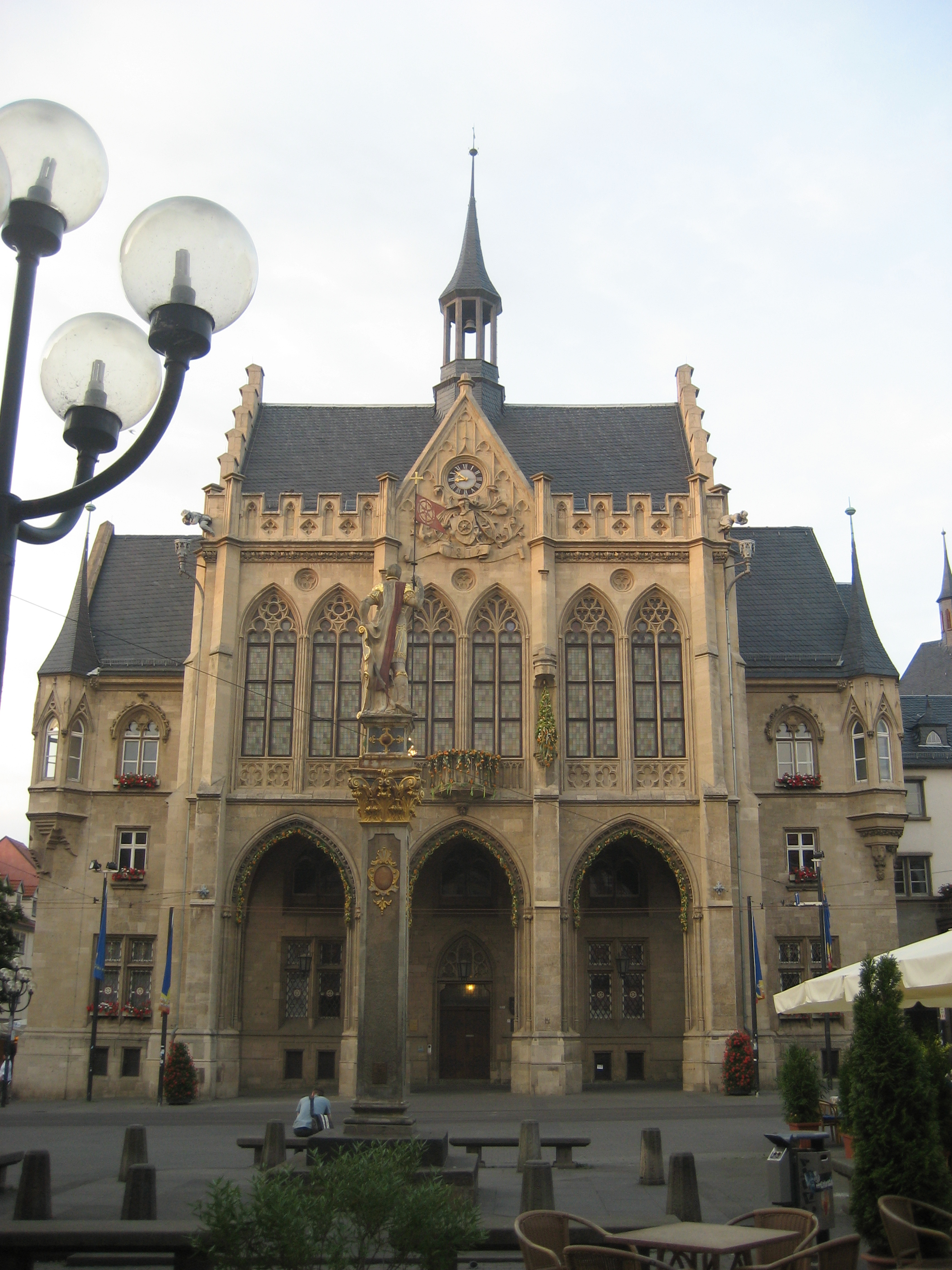
Erfurt Rathaus (Ayuntamiento)
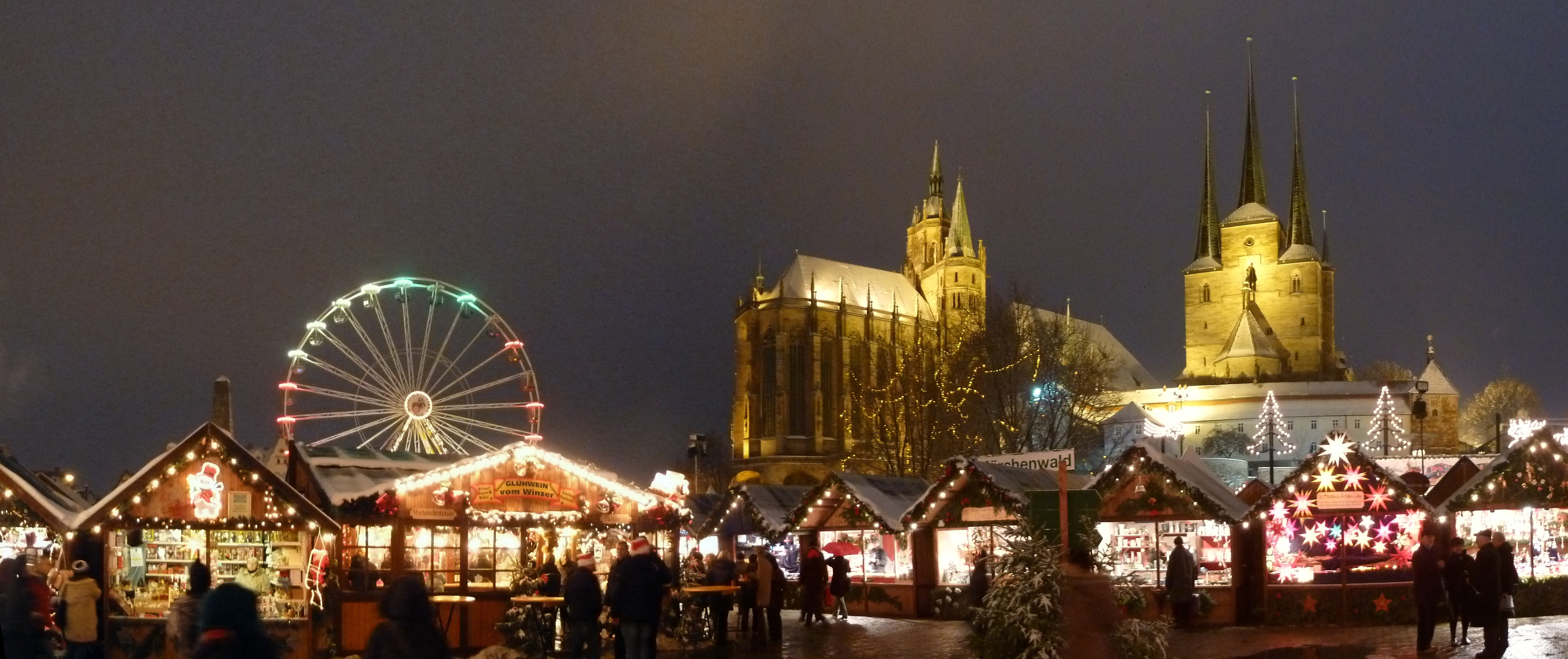
Mercados de Navidad, Erfurt

## Transporte
Hay líneas de ferrocarril a Halle y Leipzig en el nordeste vía Weimar y Naumburgo, a Gera en el este vía Weimar y Jena, a Saalfeld en el sureste vía Arnstadt, a Ilmenau en el sur vía Arnstadt, a Wurzburgo en el suroeste vía Arnstadt, Suhl y Schweinfurt, a Kassel y Fulda en el oeste vía Gotha y Eisenach, a Gotinga en el noroeste vía Gotha y Mühlhausen, a Bad Langensalza en el noroeste, a Nordhausen en el norte vía Sondershausen y a Magdeburgo en el norte vía Sangerhausen. 
- ICE Fráncfort del Meno - Fulda - Érfurt - Leipzig - Dresde (una vez cada hora)
- IC Fráncfort del Meno - Fulda - Érfurt - Halle - Berlín - Stralsund (cada dos horas)
- varios trenes de transporte regional

En Érfurt hay tranvías desde 1883. 
La autopista 4 conecta Érfurt con Fráncfort y Dresde y la autopista 71 con Wurzburgo y Sangerhausen.

## Ciudades hermanadas
- Győr (Hungría, desde 1971)
- Vilna (Lituania, desde 1972)
- Kalisz (Polonia, desde 1982)
- Maguncia (Alemania, desde 1988)
- Lille (Francia, desde 1991)
- San Miguel de Tucumán (Argentina, desde 1993)
- Shawnee (Estados Unidos, desde 1993)
- Lovech (Bulgaria, desde 1996)
- Haifa (Israel, desde 2000)
- Yan'an (China, desde 2000)[cita requerida]
- Ario de Rosales (México, desde 2007)